# Пятая холерная пандемия
Пятая холерная пандемия (также V пандемия холеры, англ. fifth cholera pandemic, англ. 1881–96 cholera pandemic) — исторически пятое по счёту взрывное распространение холеры на большие расстояния за пределами его традиционного распространения в Индии, которое произошло в течение 1881—1896 годов. Во время этой пандемии было доказана бактериальная природа холеры и выделен возбудитель V. cholerae.

## Распространение пандемии
Впервые пандемия началась не в Индии, а в Египте. Именно там, в Каире, в 1883 году выдающийся немецкий учёный Роберт Кох выделил из трупов умерших от холеры чистую культуру холерного вибриона и подробно описал возбудителя этого заболевания. Кох описал свои наблюдения:
«Можно предположить, что заболевает только часть людей, подвергшихся опасности заражения. И это почти всегда люди, ранее страдавшие от расстройства пищеварения. Видимо, бациллы могут пройти желудочный барьер только в том случае, если в желудке есть какие-либо патологические изменения. Сделанные в Индии наблюдения подтверждают этот факт: особенно часто холерой болеют люди с нарушением пищеварения. Стало быть, в этом заболевании большую роль играет индивидуальная восприимчивость организма. Сама холерная бацилла хорошо размножается, если уберечь её от высыхания. В жидкой среде холерный вибрион способен жить и расти неделями. Только во влажном состоянии эти микробы могут быть перенесены от одного хозяина к другому и деятельно развиваться. …Никто ещё не болел холерой дважды — видимо, она создаёт стойкий иммунитет».
Во время этой пандемии возбудитель холеры попал и в Южную Америку. В Чили в 1886 году, например, погибло от недуга 40 тысяч жителей страны. Вообще за XIX век от холеры, по разным оценкам, погибло более 10 млн жителей Земли.
Во время этой пандемии в конце 1885 года холера достигла Галичины, центральных и восточных земель Украины; известно, что в Галичине и на Буковине от холеры умерло в течение 1892—1894 годов 2300 человек. При этом на Украине летальность от холеры колебалась в пределах 36,8—44,9 % от всех заболеваний.
В это время выдающиеся учёные изучали холеру. В частности, во время эпидемии холеры в Бретани в 1883 году будущий Нобелевский лауреат, всемирно известный учёный Илья Ильич Мечников с двумя помощниками, докторами П. Латами и Ж. Жюпилем, решились на эксперимент по самозаражению. Так он хотел подтвердить правоту Г. Коха, который считал, что открытый им вибрион порождает эту грозную болезнь. Мечников и Латами не заболели, но Жюпиль не только заболел, но и в итоге умер от холеры. В 1888 году выдающийся микробиолог Николай Федорович Гамалея на себе и своей жене испытал безопасность предложенной им для профилактики холеры оральной вакцины из убитых вибрионов. Владимир Аронович Хавкин, бактериолог и эпидемиолог, ученик Ильи Ильича Мечникова, много времени уделял исследованию холеры. Ему мир обязан введением в практику противохолерной вакцины, которую он в 1892 году испытал на себе. Даниил Кириллович Заболотный, видный микробиолог и эпидемиолог, вместе с Иваном Григорьевичем Савченко, известным патологом и микробиологом, в 1893 году провели достаточно опасное исследование на себе. Они выпили живую культуру холерного вибриона после предварительной пробной иммунизации, чтобы подтвердить эффективность оральной вакцины.
В России в голодные 1892-93 годы зарегистрировано 620 тысяч больных, из которых половина умерла. В Омске, в частности, в 1892 году заболели 1364 жителя, умерло 744 из них.

## Холерные бунты
Потеря жидкости при тяжёлой холере приводит к тому, что быстро, в течение получаса от момента смерти, развиваются выраженные посмертные сокращения мышц. У трупа сгибаются или разгибаются руки и ноги. Он может переворачиваться на бок, даже садиться. Поскольку в те времена, когда холера убивала людей тысячами, в бараках, куда привозили таких больных, практически всегда не хватало места. Поэтому умерших пытались быстрее похоронить. Покойников складывали на подводы, закрывали полотном и везли на кладбище. Обычно это наблюдали обыватели, которые стояли вдоль дороги и замечали движения трупов. Именно подобное приводило к развитию холерных бунтов под лозунгом: «Врачи хоронят живых людей! Выполняют задание правительства об уменьшении количества голодных ртов, травят народ!»
— Этот-то действительно хороший… располагающий к себе, — сказала она, улыбаясь при воспоминании о студенте. — А другие, прочие — кто их знает? Может, и впрямь наняты они…

— Да для чего наняты-то, и кем опять же? — воскликнул Григорий.

— Для людского истребления… Говорят, что бедного люда очень много, и вышло распоряжение — травить лишних, — сообщила Матрёна.

— Кто это говорит?

— Все говорят. Стряпка от маляров говорила и другие многие…
(Максим Горький, «Супруги Орловы»)
Бунты, прокатившиеся по югу Малороссии и России за последние два десятилетия XIX века, унесли жизни 424 медицинских работников. Они были просто растерзаны толпами мятежников. Бунты были продолжением того смятения, которое произошло во время второй пандемии. В беспорядках принимали участие бедные слои населения, которые из-за карантинов страдали вследствие остановки торговли, а также отдельные религиозные фанатики.